# کلیسای مریم مقدس (شیراز)

کلیسای مریم مقدس (به ارمنی: Սուրբ Մարիամ եկեղեցի) از کلیساهای شیراز است، این کلیسا در سال ۱۶۶۲ میلادی (۱۰۴۰ خورشیدی) بنا شده‌است. در سال ۱۵۵۰ میلادی در محل کنونی کلیسا، کلیسایی کوچک وجود داشت که اطراف آن را خانه‌های ارمنیان ساکن شیراز احاطه کرده بود. این کلیسا در محله سنگ سیاه، خیابان قاآنی، کوی دربند مشیر، نزدیک مسجد مشیر، جنب بازارچه ارامنه واقع شده‌است.

## معماری کلیسا

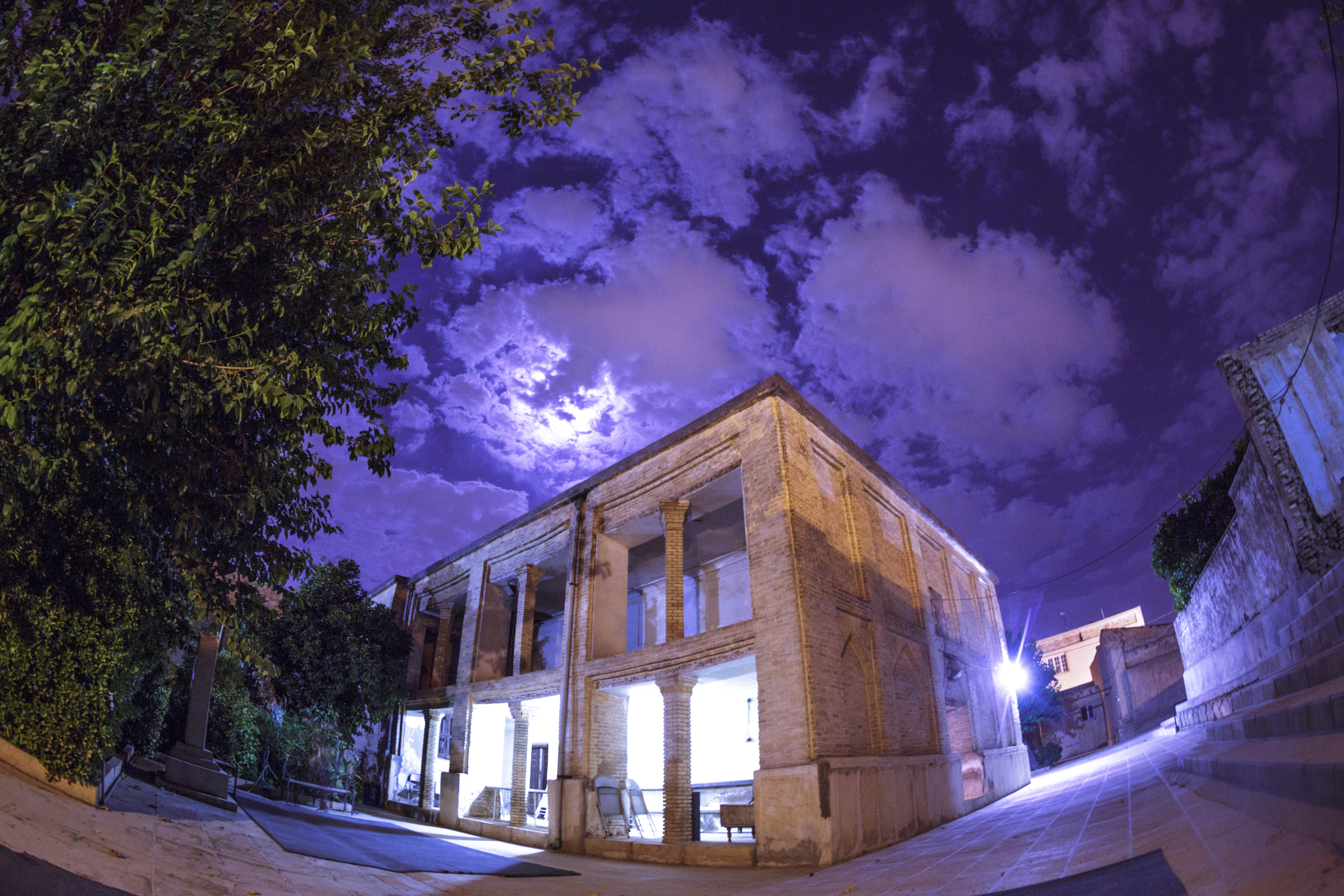

ورودی دروازه ای بزرگ است که صلیبی بر آن وجود دارد و از بیرون اگر این صلیب نبود هیچ نشانی از کلیسا بودن بنا وجود ندارد. تالار کلیسا بنایی بسیار ظریف باستانی است و مربوط به قرن هفدهم میلادی می‌باشد با قدمتی بیش از ۴۰۰ سال؛ که نقاشی بسیار زیبایی بر سقف چوبی آن با طرحها زیبا و با استفاده از رنگ روغن موجود است؛ که در هیچ‌یک از کلیساهای ایران مشابه آن دیده نشده‌است. گچ بری‌های موجود نیز از شاهکارهای دوره خود به‌شمار می‌آیند. در ورودی شمعدانی‌های بلند قدری دو سمت و همچنین کاکتوسهای رنگارنگ وجود دارد. تابلوهایی به زبان عبری و بسیار قدیمی در اطراف وجود دارند. از نکات مهم معماری این کلیسا نمای خارجی چهارگوش است که هیچ گونه اثری که حکایت بر کلیسا بودن این ساختمان باشد، دیده نمی‌شود ولی از داخل تالار، کلیسا گنبدی شکل است.
به گفته رئیس انجمن اقلیت‌های مذهبی ارمنی، دور تا دور کلیسا در طول سال‌های زیادی محل کسب و کار تاجران پرتغالی بوده و کمتر کسی از بیرون می‌تواند تشخیص دهد که این مکان کلیساست مگر از روی علامت صلیب!

## اهمیت دیرینگی
ارزش این کلیسا به حدی است که حتی اساتیدی از دانشگاه‌های ایتالیا بارها برای دیدن ویژگیهای این کلیسا به شیراز آمده‌اند.
این اثر در تاریخ ۱۵ مهر ۱۳۴۶ با شمارهٔ ثبت ۷۵۹ به‌عنوان یکی از آثار ملی ایران به ثبت رسیده است.

## پانوی
1. ↑  «کلیسای چهارصدساله شیراز؛ نیازمند مهربانی + عکس». ایسنا. ۲۰۱۸-۰۷-۱۷. دریافت‌شده در ۲۰۱۹-۰۲-۱۹.
2. ↑  «کلیسای تاریخی مریم مقدس در محله سنگ سیاه شیراز میزبان اعضای کمیسیون حقوق شهروندی شیراز بود. | شورای اسلامی شهر شیراز». www.shorashiraz.ir. دریافت‌شده در ۲۰۱۹-۰۲-۱۹.
3. ↑  «دانشنامهٔ تاریخ معماری و شهرسازی ایران‌شهر». وزارت راه و شهرسازی. بایگانی‌شده از روی نسخه اصلی در ۶ اکتبر ۲۰۱۹. دریافت‌شده در ۱۰ اکتبر ۲۰۱۹.